# خبزان (السبرة)

تعديل مصدري - تعديل

خبزان محلة تابعة لقرية المقهاية، التابعة لعزلة بلادالشعيبي السفلى بمديرية السبرة إحدى مديريات محافظة إب في الجمهورية اليمنية.، بلغ تعداد سكانها 56 حسب تعداد اليمن لعام 2004.